# Solenophora modesta
Solenophora modesta är en tvåhjärtbladig växtart som beskrevs av Weigend och Harald Förther. Solenophora modesta ingår i släktet Solenophora och familjen Gesneriaceae. Inga underarter finns listade i Catalogue of Life.